# Kevin Rolland
Kevin Rolland (født 10. august 1989) er en fransk freestyle-skiløber, der primært konkurrerer i Halfpipe. Han vandt bronze i Halfpipe til Vinter-OL i Sochi i 2014.

## Karriere
Kevin Rolland har repræsenteret Frankrig ved de olympiske vinterlege tre gang; Sochi '14, PyeongChang '18 og Beijing '22. Ved Vinter-OL 2022 var Rolland Frankrigs fanebærer ved åbningsceremonien.

## Privat
Kevin Rollands kusine er Tess Ledeux, som ligeledes er freestyle-skiløber.